# Полисть (приток Ловати)
Поли́сть — средняя река на северо-западе европейской части Российской Федерации, в Псковской и Новгородской области, левый приток реки Ловать.
Длина — 176 км, площадь бассейна — 3630 км², расход воды — 22 м³/с. Высота истока — 91 м над уровнем моря.
Крупнейшие притоки — Холынья, Снежа (левые); Порусья (правый).
Крупнейший населённый пункт на реке — город Старая Русса.

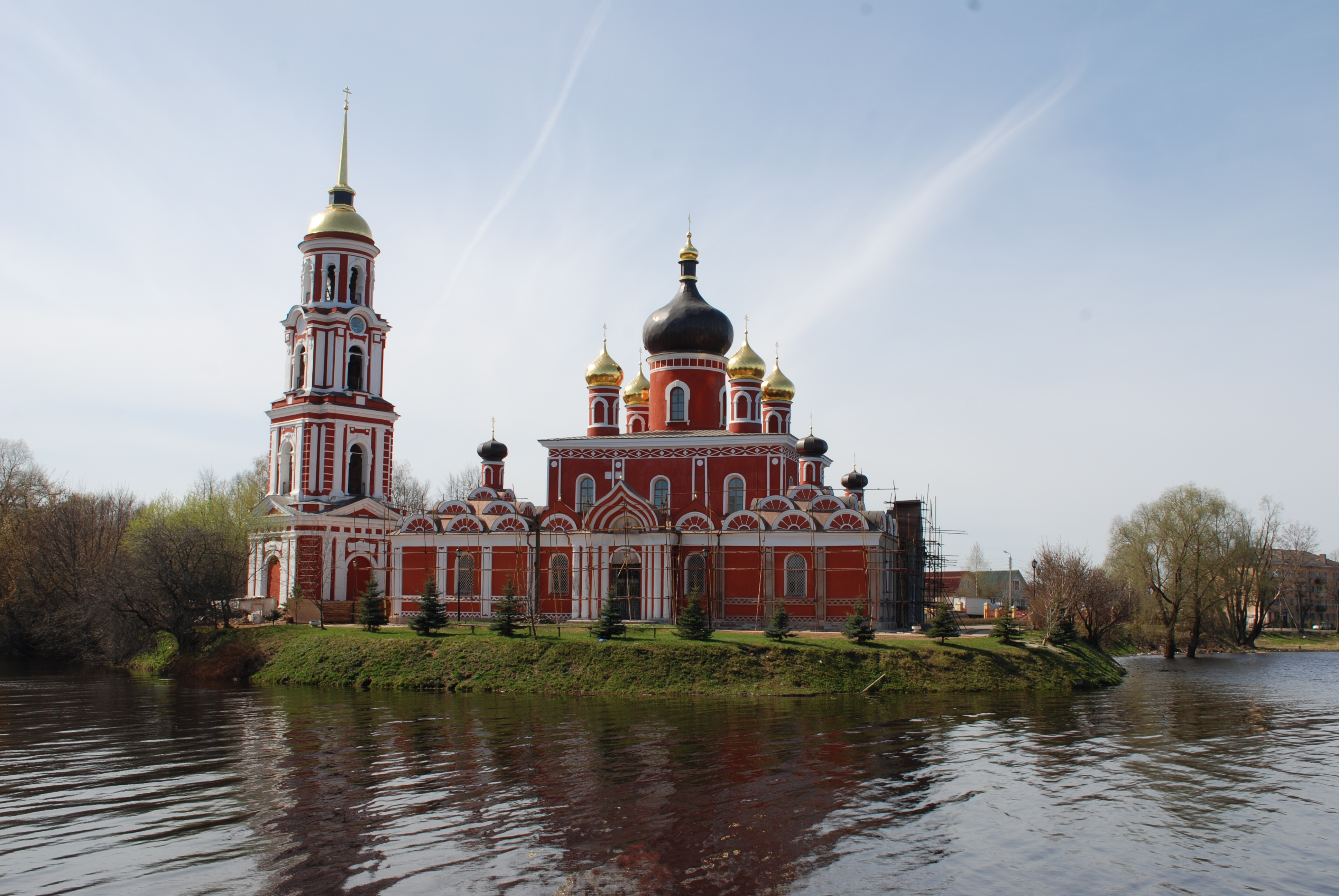
Старая Русса. Воскресенский собор. Слияние Полисти и Порусьи

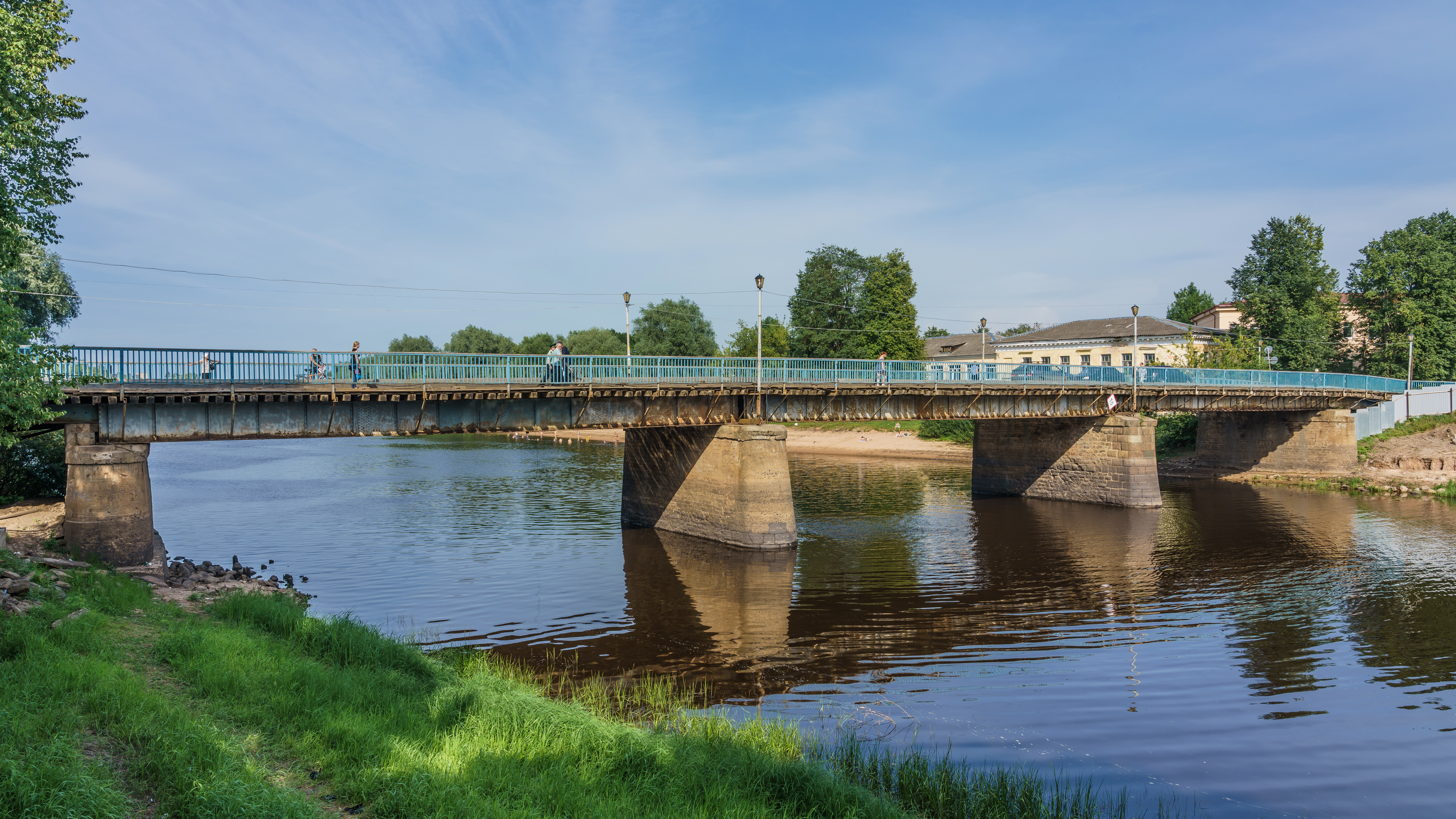
«Живой мост»

Гидроним Полисть — означает заболоченный (болото, топь, трясина). Существует также легенда, что название происходит от князя Руса, героя «Сказания о Словене и Русе и городе Словенске» и легендарного основателя Старой Руссы, который назвал реку Полистью в честь своей жены Полины.
Полисть вытекает из озера Полисто в восточной части Псковской области. Течёт на северо-восток на всём своём протяжении.
Первые километры Полисть петляет в болотистых берегах, ширина реки 10—20 метров.
В среднем течении начиная от деревни Карабинец характер реки меняется. Берега повышаются, одеваются лесом, скорость течения резко ускоряется, в русле появляются камни, перекаты и порожки. Такой характер река сохраняет на протяжении около 80 километров до впадения слева рек Холыньи и Снежи. Самый серьёзный порог на реке расположен у деревни Бракловицы.
В нижнем течении река успокаивается, течение очень слабое, берега безлесые, ширина реки 30—40 метров.
В черте города Старая Русса Полисть протекает через исторический центр, берега застроены, устроены набережные, сооружены мосты, в городской черте река принимает справа крупнейший приток — Порусью.
Полисть впадает в Ловать на Приильменской низменности в нескольких километрах выше места впадения Ловати в Ильмень.
Река представляет интерес для туристов-водников прежде всего в период весеннего половодья.

## Притоки (км от устья)
- 10 км: река Соминка (Вороток, Большая Соминка)
- 20 км: ручей Войе
- 22 км: река Порусья
- 23 км: ручей Соляной
- 25 км: река Снежа
- 39 км: река Холынья